# الرداما (الحد)

تعديل مصدري - تعديل

الرداما هي إحدى قرى عزلة الحد بمديرية الحد التابعة لمحافظة لحج، بلغ تعداد سكانها 703 نسمة حسب تعداد اليمن لعام 2004.